# 弗雷德里克·德比格拉夫
弗雷德里克·德比格拉夫（法語：Frédérik Deburghgraeve，1973年6月1日—），比利时男子游泳运动员。他曾代表比利时参加1992年和1996年夏季奥林匹克运动会游泳比赛，其中1996年奥运会获得一枚金牌。